# Nicella americana
Nicella americana är en korallart som beskrevs av Toeplitz 1919. Nicella americana ingår i släktet Nicella och familjen Ellisellidae. Inga underarter finns listade i Catalogue of Life.